# Паласиос, Кристиан
Кристиан Мартин Паласиос Феррейра (исп. Cristian Martín Palacios Ferreira; родился 2 сентября 1990 года, Сальто) — уругвайский футболист, нападающий чилийского клуба «Универсидад де Чили».

## Биография
Паласиос — воспитанник клуба «Пеньяроль». В 2009 году в матче против «Расинга» он дебютировал в уругвайской Примере. 31 октября 2010 года в поединке против столичного «Ливерпуля» Кристиан забил свой первый гол за «Пеньяроль». В своём дебютном сезоне он стал чемпионом страны. В начале 2011 года для получения игровой практики Паласиос был отдан в аренду в «Сентраль Эспаньол». 13 февраля в матче против «Серро» он дебютировал за новую команду. В этом же поединке Кристиан сделал хет-трик, забив свои первые голы за «Сентраль Эспаньол». 3 апреля в матче против «Рампла Хуниорс» Паласиос сделал «покер». В 14 матчах за клуб он забил 15 мячей.
В начале 2012 года Паласиос на правах аренды перешёл в аргентинский «Атлетико Тукуман». 5 февраля в матче против «Дефенса и Хустисия» он дебютировал в Примере B. 20 февраля в поединке против «Атланты» Кристиан забил свой первый гол за «Атлетико Тукуман».
В начале 2013 года Паласиос вернулся на родину, где на правах аренды присоединился к «Эль Танке Сислей». 23 февраля в матче против своего бывшего клуба «Сентраль Эспаньол» он дебютировал за новый клуб. 23 марта в поединке против «Серро-Ларго» Кристиан забил свой первый гол за «Эль Танке Сислей». В 2014 году Паласиос был отдан в аренду в эквадорский «Ольмедо». 26 января в матче против «Барселоны» из Гуаякиль он дебютировал в эквадорской Серии A. 15 марта в поединке против «Манты» Кристиан забил свой первый гол за «Ольмедо».
В начале 2015 года Паласиос был арендован клубом «Хувентуд Лас-Пьедрас». 15 февраля в матче против столичного «Феникса» он дебютировал за новую команду. В этом же поединке Кристиан забил свой первый гол за «Хувентуд Лас-Пьедрас». 24 мая в матче против «Рампла Хуниорс» он сделал хет-трик. В 14 матчах Кристиан забил 13 мячей, после такого успешного выступления он вернулся в «Пеньяроль» и помог команде выиграть чемпионат. Летом 2016 года Паласиоис на правах аренды вернулся в Аргентину, став игроком клуба «Темперлей». 30 августа в матче против «Патронато» он дебютировал в аргентинской Примере.
В начале 2017 года Паласиос был отдан в аренду в «Монтевидео Уондерерс». 5 февраля в матче против «Данубио» он дебютировал за новый клуб. 12 февраля в поединке против «Пласа Колония» Кристиан забил свой первый гол за «Монтевидео Уондерерс». В матчах против «Расинга» и «Ливерпуля» он сделал по хет-трику. В поединках Кубка Либертадорес против перуанского «Университарио» Кристиан забил два гола. По итогам сезона Паласиос стал лучшим бомбардиром чемпионата. В том же году он вернулся в «Пеньяроль». 14 октября в матче против «Рампла Хуниорс» он сделал хет-трик. В том же году Кристиан в третий раз стал чемпионом страны. В матчах Кубка Либертадорес против боливийского «Стронгест» и парагвайского «Либертада» он забил по голу. Летом 2018 года Паласиос перешёл в мексиканскую «Пуэблу». 28 июля в матче против «Толуки» он дебютировал в мексиканской Примере.

## Достижения
Клубные
 «Пеньяроль»
- Чемпионат Уругвая по футболу (3) — 2009/2010, 2015/2016, 2017

Личные
- Лучший бомбардир Чемпионата Уругвая (29 голов) — 2017